# School for Secrets
School for Secrets (Escola para Segredos) é um filme britânico de 1946, do gênero drama, escrito e dirigido por Peter Ustinov e estrelado por David Tomlinson, Ralph Richardson, Raymond Huntley, Richard Attenborough, John Laurie e Michael Hordern.

## Elenco

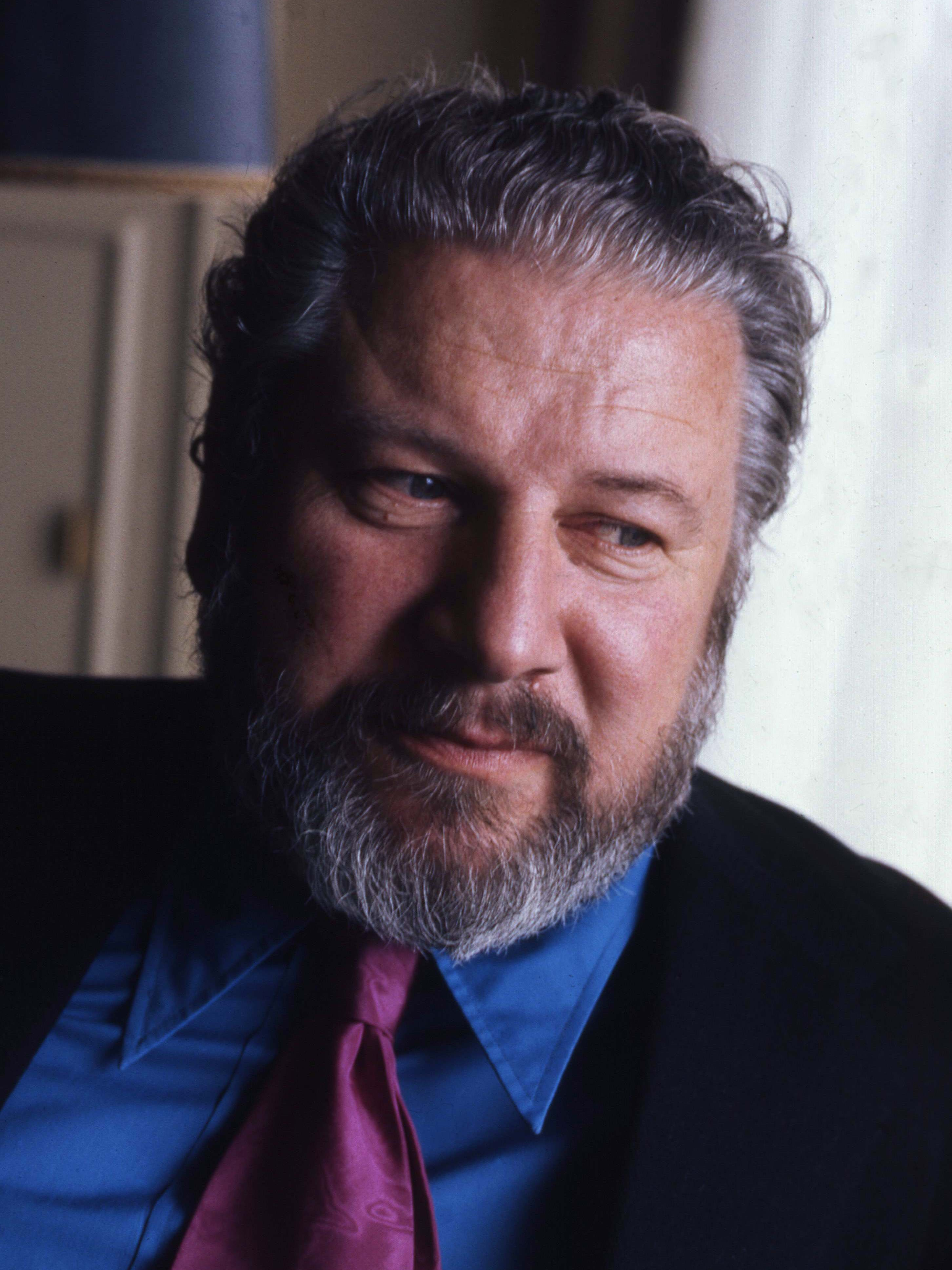
Peter Ustinov, escreveu e dirigiu o filme

- Ralph Richardson - Professor Heatherville
- Raymond Huntley - Professor Laxton-Jones
- John Laurie - Dr. McVitie
- Ernest Jay - Dr. Dainty
- David Tomlinson - Sr. Watlington
- Finlay Currie - Sir Duncan Wills
- Norman Webb - Dr. Wainwright